# 皇家棕櫚莊園 (佛羅里達州)
皇家棕櫚莊園（英語：Royal Palm Estates）是位於美國佛羅里達州棕櫚灘縣的一個人口普查指定地區。

## 地理
皇家棕櫚莊園的座標為26°40′51″N 80°07′38″W / 26.68083°N 80.12722°W，而該地最高點為海拔高度5米（即16英尺）。

## 人口
根據2010年美國人口普查的數據，皇家棕櫚莊園的面積為2.10平方千米，當中陸地面積為2.10平方千米，而水域面積為0.00平方千米。當地共有人口3583人，而人口密度為每平方千米1,706人。